# Dream On (Glee)
«Dream On» es el décimo noveno episodio de la primera temporada de la serie de televisión estadounidense Glee. Fue estrenado por Fox el 18 de mayo de 2010 en Estados Unidos y el 19 de agosto de 2010 en México por la misma cadena. Fue dirigido por Joss Whedon y escrito por el creador de la serie Brad Falchuk. La estrella invitada en el episodio fue Neil Patrick Harris, quien hizo el papel de Bryan Ryan, un antiguo miembro del coro. Trabajando como auditor de la junta escolar y frustrado por no haber cumplido su sueño de ser estrella, amenaza con eliminar el coro por falta de presupuesto. Rachel (Lea Michele) intenta encontrar a su madre biológica, y Artie (Kevin McHale) lucha por su deseo de caminar.
En este episodio se interpretan siete canciones, de las cuales cuatro fueron lanzadas como sencillos, disponibles para descarga digital, y tres fueron incluidas en el álbum Glee: The Music, Volume 3 Showstoppers. «Dream On» fue visto por 11,59 millones de espectadores estadounidenses y recibió críticas positivas en general. Maureen Ryan de Chicago Tribune, Bobby Hankinson de Houston Chronicle, Gerrick. D Kennedy de Los Angeles Times y Todd VanDerWerff de The A.V. Club lo consideraron como uno de los mejores episodios de la temporada, mientras que Aly Semigran de MTV, Tim Stack de Entertainment Weekly y Raymund Flandez de The Wall Street Journal alabaron las interpretaciones musicales. En cambio, Blair Baldwin de Zap2it sintió que las canciones eran inconsistentes y, aunque la aparición de Harris fue generalmente bien recibida, a Eric Goldman de IGN le pareció que su línea argumental carecía de impacto.

## Trama
Bryan Ryan (Neil Patrick Harris), exalumno del Instituto McKinley y exmiembro del coro, llega a la escuela como auditor de la junta escolar. Él habla con el coro, y pide a todos sus miembros escribir su más grande sueño en un trozo de papel. Luego toma el papel de Artie y lo lanza a la basura, diciéndoles que ese sueño jamás se volverá realidad. Frustrado por no haber cumplido su sueño de ser estrella, amenaza con eliminar el coro. Will (Matthew Morrison) le convence de que no es demasiado tarde para luchar por sus sueños y cantan «Piano Man» juntos. Los dos audicionan para el papel de Jean Valjean en Los miserables, cantando «Dream On» como dueto. Bryan decide no eliminar el coro e incluso se presenta con nuevos trajes y partituras, pero cambia de opinión cuando Sue (Jane Lynch) anuncia que Will consiguió el papel principal. Will le da el papel a Bryan, a cambio de salvar el coro.
Rachel le revela a Jesse (Jonathan Groff) su anhelo de conocer la identidad de su propia madre. Mientras buscan en cajas de recuerdos alguna pista del paradero de la madre de Rachel, Jesse toma un casete de su chaqueta y finge que salió de las cajas. La cinta está etiquetada con un mensaje en el que se lee: «De madre a hija». Rachel rehúsa escuchar la grabación, diciendo que no está lista. Más tarde Jesse se encuentra con Shelby Corcoran (Idina Menzel), la directora de Vocal Adrenaline, quien revela que ella es la madre biológica de Rachel, pero un acuerdo con los dos padres de Rachel le impide encontrarse con ella hasta que tenga dieciocho años. Le implora a Jesse para que convenza a Rachel de escuchar la cinta. De vuelta en la casa de Rachel, Jesse inicia la cinta, en la cual, Shelby canta «I Dreamed a Dream», terminando con Rachel llorando en su habitación.
Después del desalentador discurso de Bryan, Tina (Jenna Ushkowitz) recupera el papel de Artie de la basura y se entera de que su sueño es convertirse en un bailarín. Tina reconforta a Artie mostrándole algunas de las últimas investigaciones en tratamientos de lesiones de la médula espinal. Mientras espera a Tina en el centro comercial, Artie tiene una fantasía sobre él bailando «The Safety Dance», en donde Tina y otros miembros del coro como Mike (Harry Shum, Jr.), Brittany (Heather Morris), Mercedes (Amber Riley), Matt (Dijon Talton), y Kurt (Chris Colfer) aparecen como bailarines. Le pide a Emma (Jayma Mays), la consejera escolar, indicaciones sobre cómo adaptarse a su nueva vida después de volver a poder caminar, pero se decepciona cuando Emma le dice que tales tratamientos quizás no estarían disponibles hasta pasado mucho tiempo. Tina continúa ofreciéndole que baile con ella, pero él se niega, diciéndole que elija a otro compañero, si bien acepta cantar durante el baile. Tina elige a Mike Chang como su compañero de baile mientras que Artie canta «Dream a Little Dream of Me».

## Producción
«Dream On» fue filmado en marzo de 2010. En octubre de 2009, Michael Ausiello de Entertainment Weekly reportó que 20th Century Fox, el estudio detrás de Glee, propuso a Joss Whedon dirigir un episodio de la primera temporada. El cocreador de la serie Ryan Murphy es un fan de Whedon, y alabó el episodio musical que él dirigió en Buffy the Vampire Slayer, diciendo: «Joss dirigió uno de los episodios musicales más grandes en la historia de Buffy, así que esto es una gran, puede que inesperada, unión. Estoy emocionado porque vaya a prestarnos su maravilloso e innovador talento». Whedon consideró a Glee como uno de sus programas favoritos, pero le quitó importancia a su influencia en el episodio. Cuestionado por Ileane Rudolph de TV Guide acerca de si iban a interpretar canciones de Buffy, o su musical de 2008 Dr. Horrible's Sing-Along Blog, Whedon contestó: «De ninguna manera. El episodio no trata sobre mí. Es el siguiente episodio de Glee. Con suerte no habrá rastro de mí en el show». Whedon manifestó que su trabajo debía de ser anónimo «para encontrar la forma más convincente de presentar una historia sin atraer la atención a uno mismo».
Whedon habló sobre que el título del episodio le parecía muy pertinente respecto a las tramas, explicando que el objetivo era examinar los más hondos deseos de los personajes centrales, como el de Will de actuar en Broadway, el de Rachel de encontrar a su madre biológica y el de Artie de poder caminar. Dijo: «Fui realmente afortunado porque hay una verdadera coherencia fonética en el episodio que los llevó a todos a un nivel emocional. Para mí, fue únicamente una cuestión de que ellos encajaran y no se sintieran perdidos, y se entendiera por qué esas tres historias estaban en el mismo show».
Kristin Dos Santos de E! Online comentó sobre la tendencia de Whedon de trabajar repetidamente con los mismos actores, y expresó su deseo de que la estrella de Dr. Horrible, Neil Patrick Harris apareciera en el episodio. Cuatro meses después, en febrero de 2010, Dos Santos reportó que Harris había firmado un contrato para participar en Glee. Murphy creó un personaje especialmente para él, quien recibió el permiso de CBS para aparecer en Fox por el episodio. Ausiello comunicó que Harris interpretaría a Bryan Ryan, un antiguo rival de Will Schuester (Matthew Morrison) en el instituto. Ahora miembro del consejo escolar, se concentra en vengarse por no haber alcanzado su potencial, recortando el programa de artes de la escuela. Morrison declaró que el personaje de Harris es dos años mayor que Will, y «conseguía a todas las chicas y las buenas canciones» durante sus días de instituto.
Los personajes principales que aparecen en «Dream On» son los miembros del coro Santana López (Naya Rivera), Brittany S. Pierce (Heather Morris), Mike Chang (Harry Shum, Jr.), Matt Rutherford (Dijon Talton) y Jesse St. James (Jonathan Groff), y la directora de Vocal Adrenaline Shelby Corcoran (Idina Menzel). En el episodio hay siete interpretaciones musicales. Will y Bryan cantan «Dream On» de Aerosmith, y «Piano Man» de Billy Joel. Bryan también canta «Daydream Believer» de The Monkees, y una de las personas que audicionan para Los miserables canta «Big Spender» de Wendy Worthington de Sweet Charity. Artie canta «The Safety Dance» de Men Without Hats y «Dream a Little Dream of Me» de The Mamas & the Papas, y Shelby y Rachel cantan «I Dreamed a Dream» de Les Misérables. Cada una de las canciones, excepto «Piano Man», «Big Spender» y «Daydream Believer», fueron lanzadas como sencillos, disponibles para descargas digitales. «Dream On», «The Safety Dance» y «I Dreamed a Dream» fueron además temas incluidos en el álbum Glee: The Music, Volume 3 Showstoppers. «I Dreamed a Dream» alcanzó el puesto 36 en Irish Singles Chart.

## Recepción

### Audiencia
En su estreno en Estados Unidos, «Dream On» fue visto por 11,59 millones de espectadores. En el Reino Unido vieron el episodio 1,54 millones de personas, lo que lo convirtió en el programa más visto de la semana en los canales no terrestres. En Canadá fue seguido por 1,86 millones de espectadores, haciendo a Glee el décimo show más visto de la semana. En Australia, Glee consiguió su mayor audiencia en una noche, con 1,30 millones de espectadores, ganando por completo la audiencia de su franja horaria. Su audiencia fue ajustada a 1.56 millones, convirtiendo a «Dream On» en el undécimo programa más visto de la semana.

### Crítica
El episodio recibió críticas positivas en general. Maureen Ryan de Chicago Tribune calificó a «Dream On» como un episodio «muy agradable», «emocionalmente satisfactorio», y posiblemente su favorito desde el episodio piloto. Ryan elogió a Whedon por su dirección del episodio, escribiendo que está claro que «Whedon realmente consigue sacar en lo que este show es bueno cuando está funcionando». Lee Ferguson de CBC también consideró a «Dream On» uno de sus episodios favoritos de la temporada; comentó que: «Neil Patrick Harris superó fácilmente a otras celebridades en el programa (incluyendo a Molly Shannon y Olivia Newton-John)», y dijo que espera que su personaje aparezca de nuevo.

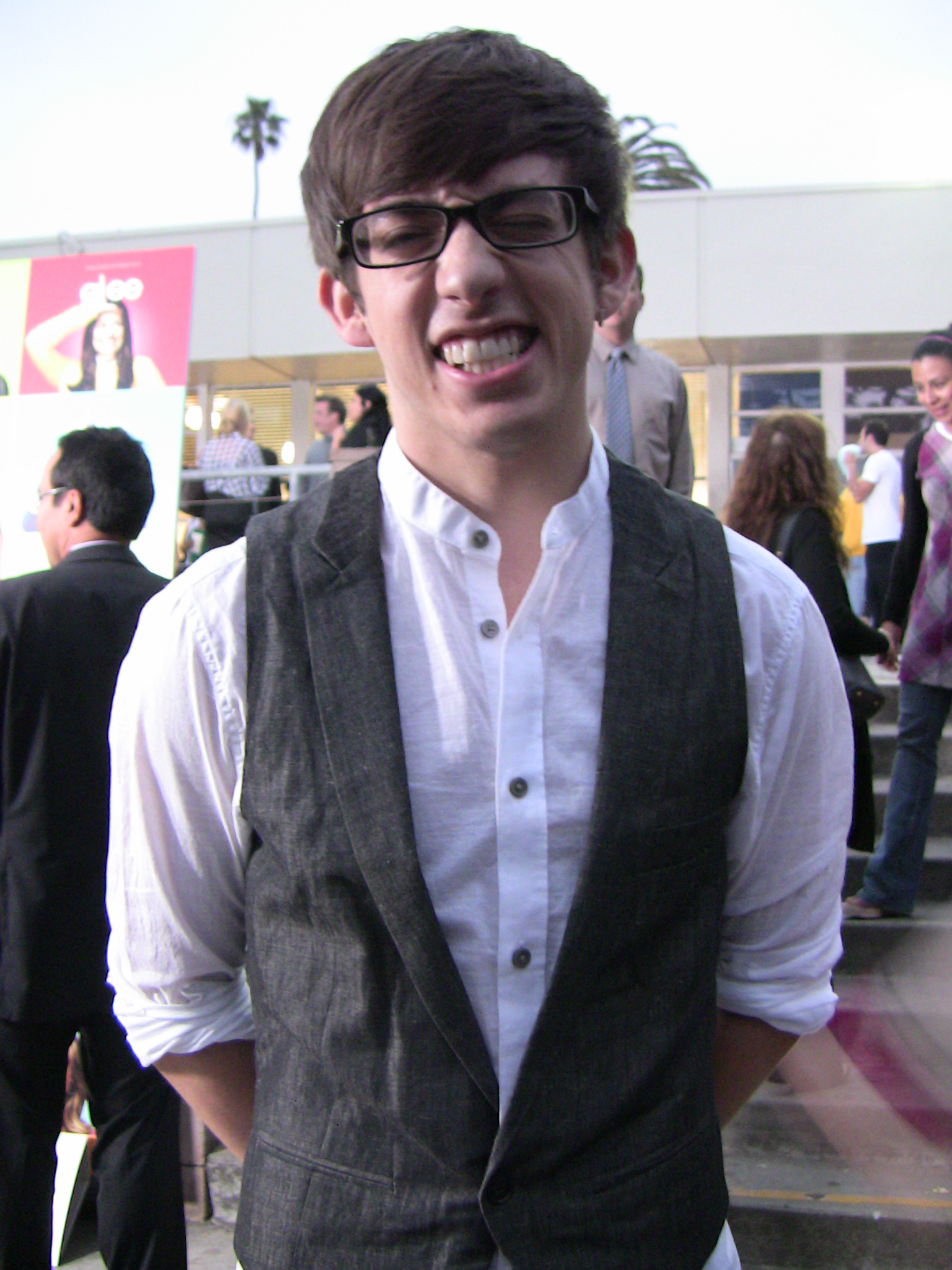
Las interpretaciones musicales de McHale en «Dream On» fueron alabadas por los críticos.

Lisa Respers France de CNN alabó las historias de Artie y Rachel, y escribió que: «El personaje de Harris, Bryan Ryan, lo tuvo todo: ritmo, una voz excelente y una química endiablada con el personaje de Jane Lynch, Sue Sylvester». James Poniewozik de Time dijo que el episodio fue «excepcional más allá de las apariciones especiales», notando que «no solo era bueno comparado con episodios recientes, sino entretenido, fascinante y conmovedor de un modo incalificable». Bobby Hankinson de Houston Chronicle dijo que «Dream On» es «uno de los mejores episodios de una de las mejores primeras temporadas que se han podido ver últimamente», mientras que Gerrick D. Kennedy de Los Angeles Times consideró igualmente el episodio como uno de los mejores de «una ya de por sí estelar primera temporada», y Todd VanDerWerff de The A.V. Club calificó al episodio con una A, diciendo: «uno de los dos o tres mejores episodios de Glee de entre todos. Qué demonios, tal vez sea el mejor».
Aly Semigran de MTV apreció positivamente las interpretaciones musicales del episodio, considerando a «Piano Man» como el «número musical más realista» de la serie, y escribió que «nada ni siquiera se acerca a lo increíble que fue el dueto de “Dream On”». Semigran notó que las canciones de McHale «demostraron que era alguien a tener en cuenta», y que el dueto de «I Dreamed a Dream» ponía «la piel de gallina», declarando: «Puedo decir con seguridad que esto es con lo que sueñan los amantes de los musicales». Raymund Flandez de The Wall Street Journal dijo de la interpretación de Michele y Menzel que era «uno de los duetos más conmovedores del show hasta ahora, la vulnerabilidad que ambas transmiten es impresionante en su simpleza y perfección». Tim Stack de Entertainment Weekly escribió que el dueto de «Piano Man» fue tan bueno que deseó que estuviera disponible para descarga digital. Calificó las interpretaciones musicales con B+ hasta A y comentó que «The Safety Dance» fue uno de sus momentos favoritos del episodio, describiéndolo como una «alegre, enorme presentación —definitivamente uno de los números más elaborado que la serie ha hecho hasta ahora».
Blair Baldwin de Zap2it escribió que mientras que la representación de «Dream On» comenzó perfecta, Harris «mató a la canción», con una nota falsa en mitad del estribillo. Baldwin también resaltó problemas de sincronización en la coreografía de «The Safety Dance», y escribió que el baile de Shum en «Dream a Little Dream» fue «espantoso» y «descuidado». Baldwin disfrutó de la representación de «I Dreamed a Dream», y espera una mayor coherencia en el futuro. Eric Goldman de IGN le dio al episodio 7,7/10, diciendo que mientras él esperaba que el episodio fuera «asombrosamente increíble», solo fue simplemente «bueno». Sintió que los números musicales «fallaron en resonar de verdad», y llamó al personaje de Harris «entretenido en teoría» pero plano en última instancia y carente de impacto, con una historia que «se quedó en nada».
Sin embargo, a pesar de las críticas hacia Harris de Baldwin y otros críticos, la 62 Primetime Creative Emmys premiaron a Harris con un Emmy en la categoría «Best Guest Actor in a Comedy Series» por su aparición en «Dream On».